# Percival Prentice
Die Percival P.40 Prentice war ein Anfängerschulflugzeug der frühen Nachkriegszeit des britischen Herstellers Percival Aircraft Co.

## Geschichte und Konstruktion
Die Prentice war ein Tiefdecker mit festem Spornradfahrwerk. Die Vordersitze waren nebeneinander angeordnet, dahinter ein weiterer Sitz für eine dritte Person. Die Maschine wurde auf Grund einer Ausschreibung des Luftfahrtministeriums entwickelt und war das erste Ganzmetallflugzeug, das von Percival hergestellt wurde. Der Prototyp startete vom Luton Airport am 31. März 1946 zu seinem Erstflug. Erste Testflüge zeigten Mängel am Seitenruder auf, was zu einer Überarbeitung führte. Zusätzlich wurden später die Tragflächenenden nach oben abgewinkelt. Zwischen 1947 und 1949 wurden 20 Vorserien- und 370 Serienmaschinen (Prentice T.1) an die Royal Air Force ausgeliefert.
Da bei Percival die Produktionsmöglichkeiten wegen der Fertigung der Percival Proctor und Percival Mengaser ausgelastet waren, wurde die eigentliche Produktion an Subunternehmen vergeben. Später wurden viele Maschinen zivil verwendet und hierzu in der hinteren Reihe zwei Klappsitze eingebaut.

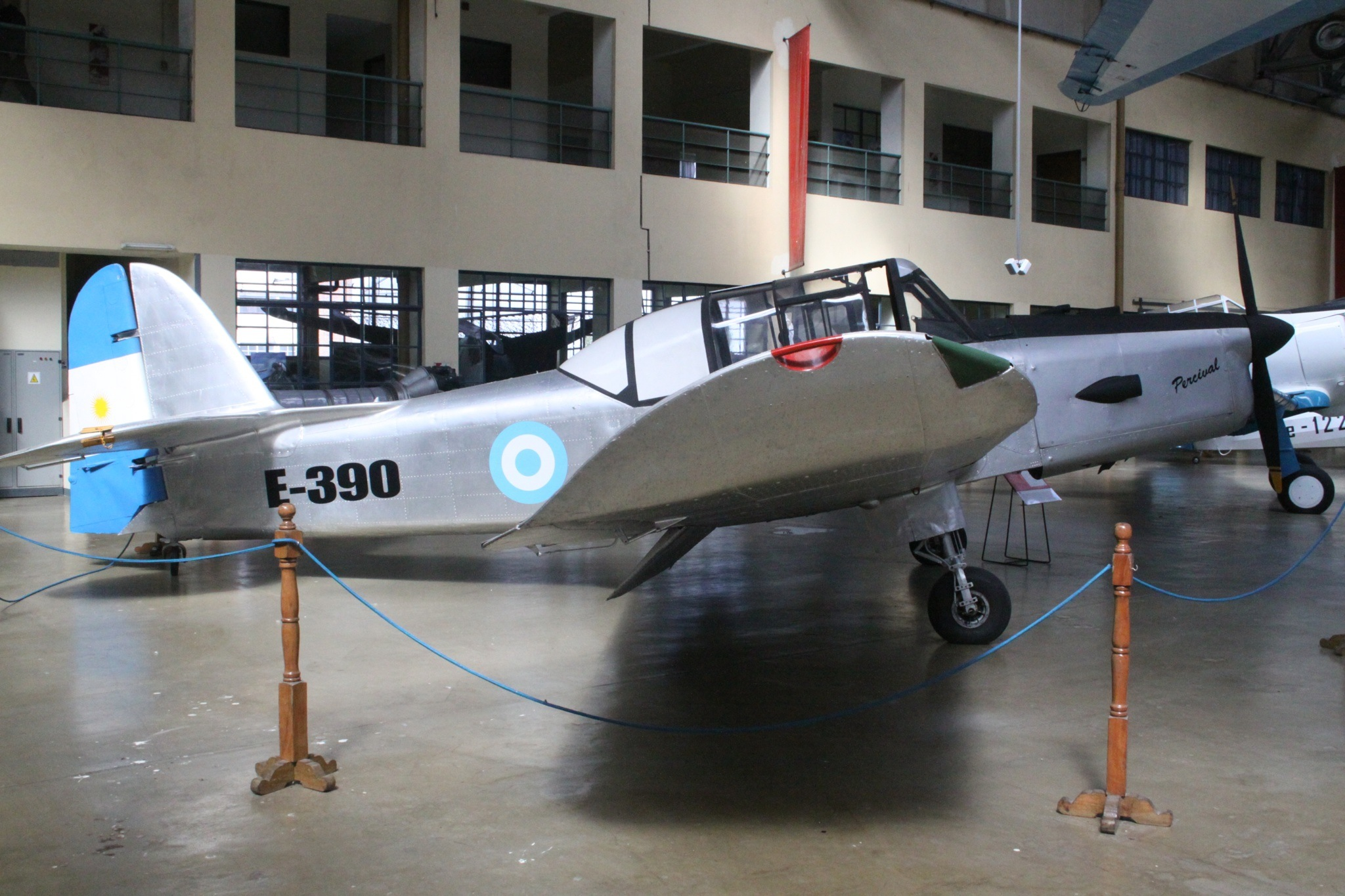
Percival Prentice T.1 im Museo Nacional de Aeronáutica de Argentina

66 Flugzeuge wurden bei Hindustan Aircraft in Lizenz gefertigt.

## Militärische Nutzung
- Argentinien
- Indien
- Kanada: 1 Maschine zur Evaluierung
- Libanon
- Vereinigtes Königreich: Royal Air Force[2]

## Technische Daten

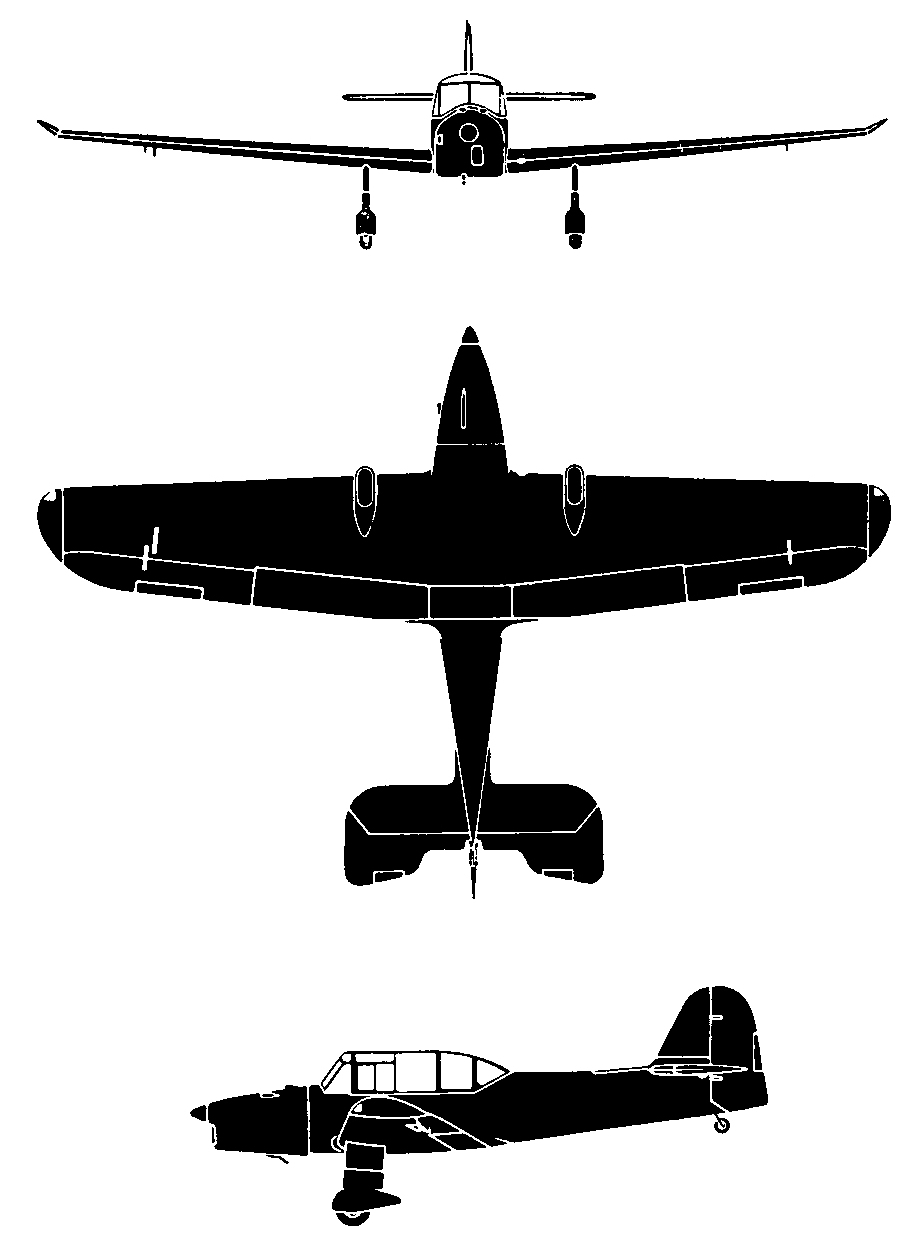
Percival Prentice T.1

| Kenngröße             | Daten                                                           |
| --------------------- | --------------------------------------------------------------- |
| Besatzung             | 2/3                                                             |
| Länge                 | 9,52 m                                                          |
| Spannweite            | 14,02 m                                                         |
| Höhe                  | 3,91 m                                                          |
| Flügelfläche          | 28,4 m²                                                         |
| Leermasse             | 1466 kg                                                         |
| max. Startmasse       | 1905 kg                                                         |
| Reisegeschwindigkeit  | 219 km/h                                                        |
| Höchstgeschwindigkeit | 230 km/h                                                        |
| Dienstgipfelhöhe      | 5486 m                                                          |
| Reichweite            | 637 km                                                          |
| Triebwerke            | 1 × Kolbenmotor de Havilland Gipsy Queen 32 mit 254 PS (187 kW) |